# Aphrogenia villosa
Aphrogenia villosa är en ringmaskart som beskrevs av Horst 1916. Aphrogenia villosa ingår i släktet Aphrogenia och familjen Aphroditidae. Utöver nominatformen finns också underarten A. v. laevis.